# Nacionalismo padano

Ratio: 1:2
La bandera padana propuesta por la Liga Norte, el Sol de los Alpes, un antiguo símbolo celta

El nacionalismo padano nace impulsado por el partido político italiano Liga Norte, formado a principios de 1991 a partir de la fusión de varios partidos nacionalistas y autonomistas de las regiones del norte de Italia (Alianza Toscana, Liga Emiliano-Romañola, Liga Lombarda, Liga Véneta, Piamonte Autonomista, etc.). Posteriormente, se añadieron partidos de igual carácter y de otras regiones (Friul-Venecia Julia, Las Marcas, Trentino-Alto Adigio, Umbría, Valle de Aosta, etc.). En las diversas elecciones italianas, tanto municipales como regionales y nacionales, no ha logrado ser la opción política mayoritaria aunque su peso político es considerable en varias provincias italianas.

## Independentismo
La independencia de la Padania fue anunciada en Venecia el 15 de septiembre de 1996 por Umberto Bossi, presidente de la Liga Norte, con el objetivo de configurar una especie de gobierno sombra en contraposición al oficial con sede en Roma. En el curso de grandes mítines de la Liga Norte, Umberto Bossi proclamó el nacimiento de la "República Federal Padana" con estas palabras:

Nosotros pueblos de la Padania solemnemente declaramos: la Padania es una República Federal independiente y soberana. Nosotros ofrecemos, los unos a los otros, en prenda recíproca, nuestras vidas, nuestras fortunas y nuestro sacro honor. (Noi popoli della Padania solennemente dichiariamo: La Padania è una Repubblica federale indipendente e sovrana. Noi offriamo, gli uni agli altri, a scambievole pegno, le nostre vite, le nostre fortune e il nostro sacro onore.

Según Bossi, la política italiana estaba marcada por una línea centralista desfavorable para la Padania, acusando de parásito al sur de Italia, menos próspero que el norte, y exigiendo romper la solidaridad interterritorial de Italia.
Pocos días después se dieron enfrentamientos entre las fuerzas del orden y los militantes leghisti en la calle Bellerio en Milán, sede de la Liga Norte, a consecuencia de ello hubo un proceso penal sobre los reatos de resistencia (a público oficial), a cargo de Roberto Maroni, Mario Borghezio y otros representantes de la Liga Norte, finalizando el proceso con la absolución de los mismos.
Como resultado de este movimiento independentista se constituyó una Asamblea Parlamentaria denominada Parlamento Padano, con sede en Bagnolo San Vito (Mantua). También fue creado el Gobierno de la Padania, encabezado en su comienzo por Giancarlo Pagliarini (1996-97) y posteriormente por Vito Gnutti (1997-98), Manuela Dal Lago (1998-99) y Mario Borghezio (desde 1999), con sede en Venecia.
En 1999 surgió como escisión de la Liga Véneta–Liga Norte el movimiento de la República Federal Padana del Véneto, vinculada al nacionalismo véneto. Los estatutos de la Liga Norte de 2002 reincidían en la tesis independentista.
El 10 de diciembre de 2007 fue creada la selección de fútbol de Padania, no reconocida internacionalmente.
La línea secesionista fue abandonada en el Congreso de Varese y la nueva alianza de Umberto Bossi con Silvio Berlusconi en la Casa de la Libertad, remarcaría su inestable situación. El Parlamento posteriormente cambiaría su nombre por el de Parlamento del Norte.

## Territorio reivindicado por el nacionalismo padano
El territorio reivindicado por el nacionalismo padano incluye además del territorio denominado Padania en su acepción geográfica y lingüística (en el mapa en color rojo oscuro y marrón), las regiones de Marcas, Toscana y Umbría (en el mapa en color naranja).
El nacionalismo padano propone como capital la ciudad de Venecia. El territorio reivindicado supone el 53,4% del territorio de Italia, y el 55,6% de su población.
| Región               | Extensión (km²) | Habitantes | Capital |
| -------------------- | --------------- | ---------- | ------- |
| Emilia-Romaña        | 22.446          | 4.405.486  | Bolonia |
| Friul-Venecia Julia  | 7.712           | 1.212.602  | Trieste |
| Liguria              | 5.422           | 1.615.951  | Génova  |
| Lombardía            | 23.861          | 9.545.441  | Milán   |
| Piamonte             | 25.398          | 4.352.828  | Turín   |
| Trentino-Alto Adigio | 13.599          | 994.703    | Trento  |
| Valle de Aosta       | 3.266           | 124.812    | Aosta   |
| Véneto               | 18.390          | 4.773.554  | Venecia |
| Padania              | 120.227         | 27.877.257 | Venecia |